# Michael Angelis
Nicolas Michael Angelis (London, 1944. április 29. – Berkshire, 2020. május 30.) angol színész. A Thomas, a gőzmozdony narrátora az Egyesült Királyságban (1991–2012).

## Fontosabb filmjei
Mozifilmek
- A Nightingale Sang in Berkeley Square (1979)
- Különös évforduló (George and Mildred) (1980)
- No Surrender (1985)
- Thomas and the Magic Railroad (2000)
- The Virgin of Liverpool (2003)
- Fated (2006)
- Thomas és barátai: Rejtély a Kék hegyen (Thomas & Friends: Blue Mountain Mystery) (2012, hang)
- First Time Loser (2012)
- Thomas & Friends: Sticky Situations (2012, hang)
- Thomas & Friends: Muddy Matters (2013, hang)

Tv-filmek
- Me You and Him (1979)
- The Black Stuff (1980)
- Feketemunka (Boys from the Blackstuff) (1982)
- G.B.H. (1991)
- József (Joseph) (1995)
- Thomas & Friends: Global Friends! (2018, hang)

Tv-sorozatok
- Coronation Street (1972, egy epizódban)
- The Liver Birds (1975–1996, 34 epizódban)
- World's End (1981, 11 epizódban)
- I Woke Up One Morning (1985–1986, 12 epizódban)
- Thomas, a gőzmozdony (Thomas the Tank Engine & Friends) (1991–2012, 336 epizódban)
- Wail of the Banshee (1992, hét epizódban)
- September Songv (1993–1995, 16 epizódban)
- Baleseti sebészet (Casualty) (1993–2015, négy epizódban)
- Kisvárosi gyilkosságok (Midsomer Murders) (2007, egy epizódban)
- The Best of Thomas & Friends Clips (US) (2011–2019, hang, hat epizódban)
- Thomas & Friends: Clips (UK)  (2013–2014, hang, 27 epizódban)